# Опыты над людьми в Гватемале
Опыты над людьми в Гватемале, или эксперименты с сифилисом в Гватемале (англ. Guatemala syphilis experiments) — серия медицинских опытов, проводившихся американскими учёными в Гватемале в конце 1940-х годов. В ходе эксперимента несколько сотен гватемальцев были принудительно заражены венерическими заболеваниями без их согласия и ведома. Опыты производились для проверки эффективности пенициллина при лечении ЗППП. Всего от эксперимента пострадало около 1,5 тыс. человек; 83 испытуемых впоследствии скончались. Сведения о гватемальском эксперименте были обнаружены в архивах профессором Сьюзан Реверби из колледжа Уэллсли в Массачусетсе. Как она выяснила, одним из руководителей эксперимента был доктор Джон Катлер, который был также причастен к проведению медицинских опытов в Таскиги (Алабама, США).

## Ход экспериментов
Учёные Университета Джонса Хопкинса проводили эксперименты над сотнями гватемальцев, заражая их образцами венерических заболеваний, включая гонорею, сифилис и мягкий шанкр. Объектами экспериментов в основном были заключённые, психически больные, проститутки и солдаты. Серологические исследования продолжались до 1953 года с участием тех же групп населения, а также детей из государственных школ, детских домов и сельских посёлков.

### Исторический контекст
Для тестирования лекарств от сифилиса с начала двадцатого века использовали кроликов. Доктор Сахатиро Хата изобрёл препарат арсфенамин, который стал известен как «волшебная пуля» для лечения сифилиса. В 1940-х годах для лечения сифилиса стали испытывать пенициллин. Примерно в это же время медики, в том числе главный хирург США доктор Томас Парран, стремились углубить знания о заболеваниях, передающихся половым путем, и открыть более эффективные методы их профилактики и лечения.
Поиск новых методов усилился и приобрел больше сторонников с началом Второй мировой войны. Венерические заболевания стали значительной проблемой для армии США. Доктор Джозеф Эрл Мур, председатель подкомитета по венерическим заболеваниям Национального исследовательского совета (англ. National Research Council), подсчитал, что гонорея может быть привести к потере семи миллионов дней военной службы в год. Также было рассчитано, что венерические заболевания могут поразить до 350 тыс. солдат, что равносильно потере двух вооружённых дивизий на театре военных действий в течение года, что стоило бы около 34 миллионов долларов. Существование на тот меры профилактики ЗППП, такие, как, например, инъекции протеината серебра в половые члены солдат, не давали нужного результата.
Первым полевым испытанием новых методов лечения и профилактики венерических заболеваний были эксперименты на заключённых в тюрьме Терре-Хот (Индиана) в 1943—1944 годах. Организаторы экспериментов в Терре-Хот впоследствии также приняли участие в опытах в Гватемале. Хотя поначалу идея проведения опытов на людях вызывала споры, она завоевала поддержку главного хирурга США Паррана и полковника Джона А. Роджерса — старшего офицера Медицинского корпуса армии США, что позволило докторам Джону Ф. Махони и Кассиусу Дж. ван Слайку — одним из организаторов проекта — приступить к экспериментам. Доктору Махони помогал Джон Катлер, который затем возглавил эксперименты по сифилису в Гватемале. Эксперименты в Терре-Хот показали решимость военного начальства продвигать новые разработки для борьбы с ЗППП и их готовность к опытам на людях. Решение проводить опыты вне США было обусловлено желанием избежать этических ограничений, связанных с личным согласием, других неблагоприятных юридических последствий и неизбежной нежелательной огласки в прессе в случае неудачи эксперимента.

### Ход опытов
Исследование проводилось Службой общественного здравоохранения США в 1946—1948 гг. Первоначально эксперименты планировали снова проводить в тюрьме в Терре-Хот, но исследователям было довольно проблематично заражать заключённых гонореей. Перенести место проведения в Гватемалу предложил доктор Хуан Фунес — глава отдела по борьбе с венерическими заболеваниями Гватемалы. Эксперименты финансировались за счет гранта Национального института здравоохранения США (NIH) Панамериканскому санитарному бюро; также были вовлечены несколько министерств правительства Гватемалы. Исследователь Илана Лоуи (англ. Ilana Löwy) считает, что зависимость правительства Гватемалы от США в 1940-50-е годы была фактором, обеспечившим исследователям чрезвычайно вольные условия.
В исследовании, проведенном в Университете Южной Джорджии, утверждается, что выбор Гватемалы как места экспериментов с сифилисом власти США сделали по расовым мотивам, учитывая, что в исследовании участвовали белые врачи и исследователи, проводившие эксперименты на субъектах, которых США считают меньшинством. Есть мнение, что причиной была возможность гватемальских заключенных покупать услуги проституток — можно было создавать впечатление, что заражение произошло естественно, через секс с заражённой проституткой. Общее количество испытуемых в эксперименте неизвестно: его результаты никогда не публиковались. По разным оценкам, жертвами эксперимента стали от 1500 до более 5000 человек, включая детей.
Целью исследования было проверить эффективность пенициллина против венерических заболеваний после полового акта. Для этого 700 гватемальцев были заражены сифилисом, гонореей и мягким шанкром. Никто из них не давал согласия на участие в эксперименте и даже не подозревал, что стал объектом опытов.
Многие участники эксперимента заражались во время посещения заражённых проституток, спонсируемых за счет средств правительства США. Другие заражались через открытые раны и ссадины на коже, половых органах, предплечьях и лице. Некоторых заразили через пункцию позвоночника. Заразившихся пациентов лечили пенициллином. Однако нет никаких доказательств того, что всем им было предоставлено адекватное лечение или были ли они вообще излечены.
Исследование официально завершилось в 1948 году, однако врачи продолжали брать образцы тканей испытуемых и проводить вскрытия погибших вплоть до 1958 года. В ходе эксперимента умерло 83 человека, однако неясно, было ли венерические заболевания причиной этих смертей.

## Признание вины и отвергнутые иски
В 2010 году президент США Барак Обама признал факт опытов на людьми и принес извинения президенту Гватемалы. Госсекретарь Хиллари Клинтон и глава министерства здравоохранения Кэтлин Сибелиус признали, что опыты противоречат американским ценностям.
В 2011 году трое выживших после экспериментов, супруги и дети испытуемых, которые сами заразились венерическими заболеваниями половым или врожденным путем, а также потомки подопытных подали иски в окружной суд Балтимора о неправомерной смерти родственников, умерших в результате осложнений, возникших в результате экспериментов. Иски 800 пострадавшими на сумму 1 миллиард долларов были отклонены: судья постановил, что правительство США не может нести ответственность за действия, совершенные за пределами США.
В научных кругах обсуждение этичности опытов на людях в Рио-де-Жанейро (Pasteur Institute Mission, 1902—1905 гг.) и Гватемале (1947—1948 гг.) склонялось к тому, что учёные действовали в интересах местного населения, осознавали важность информированного согласия, тесно сотрудничали с местными специалистами здравоохранения и вносили свой вклад в развитие местных структур здравоохранения. Однако на деле первоначальное желание провести этически и научно обоснованные исследования было подорвано необходимостью получения результатов и сохранения первоначальных инвестиций исследователей, возможностью свободного использования госпитализированных пациентов в качестве участников эксперимента, некритической помощью со стороны местной профессиональной элиты и структурными ловушками экспериментов с сильно обездоленными людьми. Эти элементы все еще можно найти в испытаниях профилактических методов на Глобальном Юге.
В 2015 году в окружной суд Балтимора был подан иск против организаций, причастных к опытам над людьми в Гватемале: Фонду Рокфеллера, Университету Джонса Хопкинса и компании Bristol-Myers Squib.